# 亚历山大·亚历山德罗维奇·苏里科夫
亚历山大·亚历山德罗维奇·苏里科夫（羅馬化：Aleksandr Aleksandrovich Surikov；1940年8月15日—）是俄罗斯政治人物，1996年至2004年间担任第3任阿尔泰边疆区行政长官。他也于2006年至2018年间担任俄罗斯驻白俄罗斯特命全权大使。